# Turba (Syria)
Turba (arab. طربا) – miejscowość w Syrii, w muhafazie As-Suwajda. W 2004 roku liczyła 2236 mieszkańców.